# Guy Montserret
Guy Montserret, né le 24 juin 1935 dans le département de Constantine et mort le 26 novembre 2014 à Toulouse, est un nageur français spécialiste des épreuves de nage libre durant les années 1950. Concurrent de Jean Boiteux dans les dernières années de sa carrière, Montserret domine les épreuves de demi-fond et de fond (400 m et 1 500 m) dont il bat notamment les records d'Europe.

## Biographie
Sélectionné pour participer aux Championnats d'Europe 1954 disputés à Turin, il termine septième de la finale du 400 m nage libre mais remporte avec le relais 4 × 200 m nage libre la médaille d'argent en terminant deuxième à 6 s 3 de l'équipe hongroise.
En juillet 1955, Guy Montserret participe avec réussite aux Jeux méditerranéens organisés à Barcelone en Espagne. Double médaillé de bronze sur 400 et 1 500 m nage libre, épreuves remportées par son compatriote Jean Boiteux, il remporte facilement le relais 4 × 200 m nage libre avec Boiteux, Aldo Eminente et Alex Jany. Un mois plus tard, à Bellerive-sur-Allier lors des Championnats de France, il bat le champion olympique du 400 m nage libre Jean Boiteux sur son épreuve fétiche, lui qui était champion de France depuis 1950. Moment fort de ces championnats, le 400 m voit donc la victoire de Montserret qui devance de seulement deux dixièmes de seconde son aîné (4 min 42 s 4 contre 4 min 42 s 6). Par ailleurs, il gagne un second titre sur 1 500 m nage libre en dominant le nageur de Troyes Jacques Collignon.
L'année suivante, il participe sans succès aux Jeux olympiques organisés à Melbourne, réalisant le 29e temps du 400 m nage libre et le quinzième du 1 500 m lors des séries éliminatoires,,.
Le 2 septembre 1957, il bat le record d'Europe du 800 m nage libre à Roquebrune, référence chronométrique qu'il reprend après l'avoir perdu le 29 juillet 1959 à Alger cette fois. Également en 1957, le 4 septembre, il améliore le record d'Europe du 1 500 m à Cannes, une marque que détenait jusqu'alors Jean Boiteux. La même année enfin, il réalise le doublé 400–1 500 m aux Championnats de France en devançant ce dernier, doublé réédité en 1959 et 1961. Lors de cette dernière édition, il remporte son huitième et dernier titre individuel national. En cette année 1961, il bat également un dernier record de France sur 800 m nage libre. Auparavant, en 1959, il remportait le titre du 1 500 m et le bronze du 400 m aux Jeux méditerranéens organisés à Beyrouth.

## Décoration
- Chevalier de l'ordre du Mérite sportif‎ à titre exceptionnel (1959)[11]

## Palmarès

### Championnats d'Europe et Jeux méditerranéens
| Épreuve / Édition           | [[Championnats d'Europe de natation\|Championnats d'Europe]] | Jeux méditerranéens                                          | Jeux méditerranéens                                         |
| Épreuve / Édition           | [[Championnats d'Europe de natation 1954\|Turin 1954]]       | [[Natation aux Jeux méditerranéens de 1955\|Barcelone 1955]] | [[Natation aux Jeux méditerranéens de 1959\|Beyrouth 1959]] |
| 400 m nage libre            | 7e 4 min 49 s 3                                              | Bronze 4 min 49 s 5                                          | Bronze 4 min 47 s 8                                         |
| 1 500 m nage libre          | —                                                            | Bronze 19 min 40 s                                           | Or 19 min 5 s 4                                             |
| Relais 4 × 200 m nage libre | Argent 8 min 54 s 1                                          | —                                                            | —                                                           |

### Championnats de France
| Épreuve / Édition  | [[Championnats de France de natation 1955\|Bellerive-sur-Allier 1955]] | [[Championnats de France de natation 1957\|Paris 1957]] | [[Championnats de France de natation 1959\|Alger 1959]] | [[Championnats de France de natation 1961\|Paris 1961]] |
| 400 m nage libre   | Or 4 min 42 s 4                                                        | Or 4 min 43 s                                           | Or 4 min 34 s 2                                         | Or 4 min 38 s 9                                         |
| 1 500 m nage libre | Or 19 min 5 s 6                                                        | Or 18 min 36 s 2                                        | Or 18 min 33 s 2                                        | Or 18 min 58 s 4                                        |